# Oneyed Jack
Oneyed Jack était un groupe de rock français (fusion) originaire de Paris. Fondé en 1992, il fut l’un des pionniers de la scène fusion en France. Il était composé de Ludo Wangermez (sampler, machines), Fabrice Baldet (chant), Julien Reymond (guitare basse), Mickaël Roger (guitare), Lionel Sellier (batterie) et Guillaume Cavanna (DJ). Manue Tetat (son).Le nom du groupe est emprunté au « Casino Bordel » de la série Twin Peaks de David Lynch.

## Biographie
Après avoir enregistré un premier EP autoproduit, Brain Terrorism, Oneyed Jack rejoint la structure de management Sriracha Sauce en 1994. Après quelques changements internes au sein du groupe, Oneyed Jack trouve sa marque de fabrique qui leur permet de se produire lors des premières parties de Lofofora, de Sepultura ou aux Transmusicales de Rennes. En 1995, Oneyed Jack signe chez Yelen musiques (Sony Music) après avoir gagné le concours du Printemps de Bourges et avoir été sélectionné sur la compilation du Fair.
La parution de Cynique en 1996 les fait connaître au grand public. Considéré comme un Ovni dans la scène hardcore française, Oneyed Jack bouscule les conventions en mélangeant les styles. Les paroles expriment une virulence sans concession envers la société. La chanson intitulée Le pouvoir sera attaquée en justice par l’Alliance générale contre le racisme et pour le respect de l'identité française et chrétienne pour « injures à un groupe de personnes à raison de son appartenance à une nation ».
Arise (1998) et Prepare to reactivate (2001) sont les deux derniers albums d’Oneyed Jack qui explorent tous deux des pistes musicales différentes. En 1999, le groupe enregistre un remix du titre Good god qui figurera sur un maxi de Korn.

## Membres du groupe
- Batterie: Lionel Sellier (1992-2002)
- Guitare: Mikaël Roger (1992-2002)
- Basse: Julien Reymond (1992-2002)
- Platines : Guillaume Cavanna (1994-2002)
- Samples: Ludo Wangermez (1994-2002)
- Chant : Fabrice Baldet (1992-2002)

## Discographie

### Albums
- 1996 : Cynique
- 1998 : Arise
- 2001 : Prepare to reactivate

### Maxis
- 1993 : Brain Terrorism (autoproduit, 1000 exemplaires)
- 1995 : 6 titres.
- 1997 : Le pouvoir
- 1998 : Le choléra

### Clips
- 1995 : Tribes
- 1998 : Le choléra [3]
- 2001 : Ma seule joie [4]